# Explosión de calor

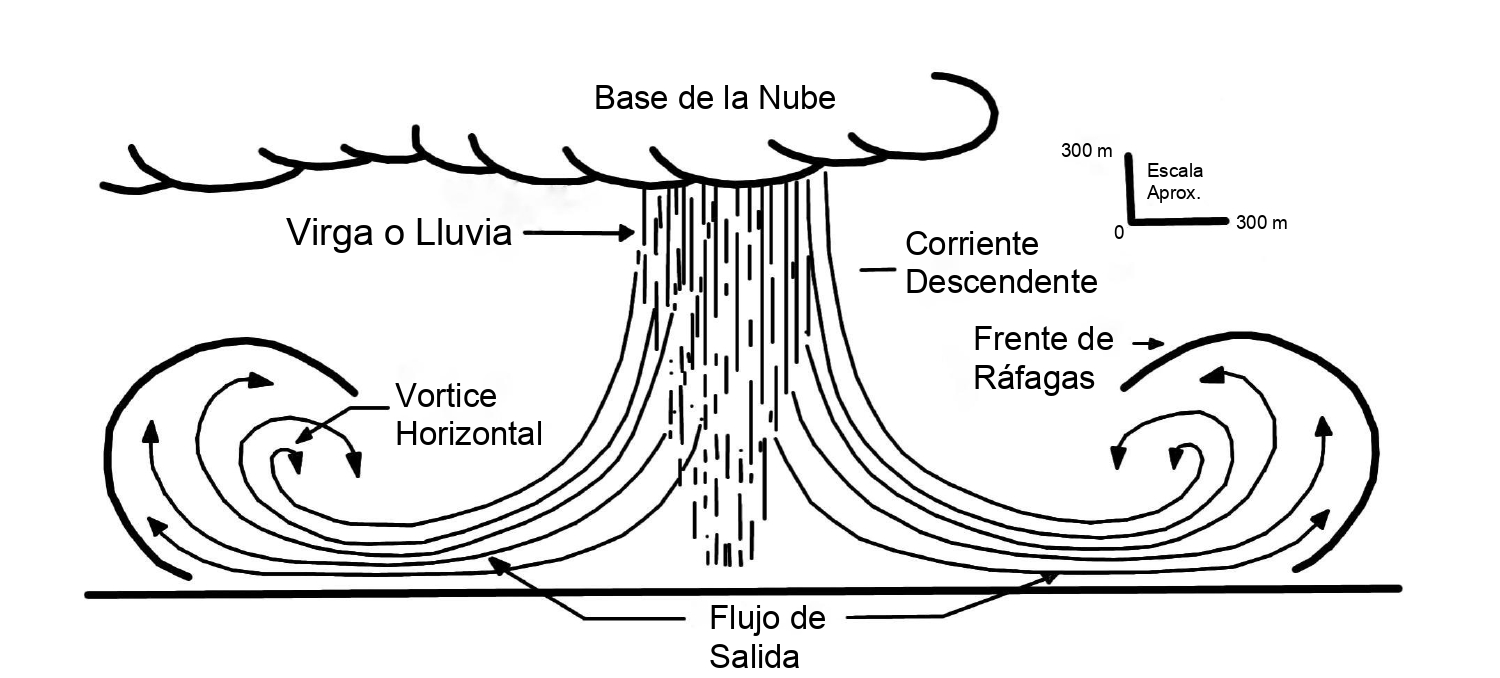
Se cree que las ráfagas de calor son causadas por un mecanismo similar al de las ráfagas descendentes (en la imagen).

En meteorología, una explosión de calor o estallido de calor es un raro fenómeno atmosférico caracterizado por un aumento repentino y localizado de la temperatura del aire cerca de la superficie de la Tierra. Las ráfagas de calor suelen ocurrir durante la noche y están asociadas con tormentas eléctricas en decadencia . También se caracterizan por un aire extremadamente seco y, a veces, se asocian con vientos muy fuertes, incluso dañinos.
Aunque el fenómeno no se comprende completamente, se cree que ocurre cuando la lluvia se evapora (virga) en una porción de aire frío y seco en lo alto de la atmósfera, lo que hace que el aire sea más denso que su entorno. La parcela desciende rápidamente, se calienta debido a la compresión, sobrepasa su nivel de equilibrio y alcanza la superficie, de forma similar a un reventón.
Las temperaturas registradas durante las ráfagas de calor han alcanzado muy por encima de los 40 °C (104 °F ), y a veces han aumentado 10 °C (18 °F) o más en sólo unos minutos.